# Markus Naewie
Markus Naewie (* 7. Januar 1970 in Bremen) ist ein ehemaliger deutscher Tennisspieler.

## Karriere
Naewie gewann in seiner Laufbahn zwei ATP-Challenger-Turniere, 1991 in Nyon sowie 1993 in Agadir. 1992 unterlag er im Finale des ATP-Challenger-Turniers in Heilbronn Karsten Braasch. Seine höchste Weltranglistenposition erreichte er 1992 mit Platz 70, im selben Jahr erzielte er mit dem Halbfinaleinzug bei den BMW Open in München sein bestes Einzelresultat auf der ATP World Tour.
1992 war Naewie mit Marc-Kevin Goellner Deutscher Hallenmeister im Doppel, 1994 war er Deutscher Meister im Herreneinzel sowie Deutscher Mannschaftsmeister. In der Tennis-Bundesliga spielte er neben Karsten Braasch und Jens Wöhrmann für den TC Rot-Weiß Hagen.
Nach seiner Tenniskarriere studierte Naewie Betriebswirtschaft in Deutschland, den Vereinigten Staaten und Spanien. Ab 1998 war er bei Bertelsmann tätig, wo er z. B. an der Finanzierung der Internetsuchmaschine Lycos Europe mitarbeitete. 2000 wechselte er zum Club Bertelsmann, wo er zuletzt als Leiter der Unternehmensentwicklung tätig war. 2003 wurde er Geschäftsführer der RTL Club GmbH. Danach war er bei Karstadt beschäftigt, zuletzt als Vertriebsleiter. 2010 wurde er Mitglied der Geschäftsleitung der CBR Holding.

## Turniersiege
| Legende                       |
| Grand Slam                    |
| Tennis Masters Cup            |
| ATP Masters Series            |
| ATP International Series Gold |
| ATP International Series      |
| ATP Challenger Tour (2)       |

### Einzel
| Nr. | Datum         | Turnier | Belag | Finalgegner            | Ergebnis |
| --- | ------------- | ------- | ----- | ---------------------- | -------- |
| 1.  | 7. Juli 1991  | Nyon    | Sand  | Wladimer Gabritschidse | 6:3, 7:5 |
| 2.  | 27. März 1993 | Agadir  | Sand  | Martín Jaite           | 6:2, 7:5 |